# Hřibovité
Hřibovité (Boletaceae) jsou čeledí rouškatých hub, které jsou charakteristické měkkou dužninou a rourkami pod kloboukem. Mezi hřibovité patří vynikající jedlé houby a z evropských druhů žádné smrtelně jedovaté. Některé druhy z rodu Boletus, zejména hřib satan, ale i hřib kovář, hřib koloděj a další mohou při nedostatečné tepelné úpravě vyvolat silné trávicí potíže. Zejména hřib satan je za syrova prudce jedovatý. Mezi houbaři je většina hřibovitých hub ceněná a velmi oblíbená.
Všechny hřibovité houby jsou mykorhizní a některé jsou náchylné na znečištění ovzduší. V České republice je rozšířen hřib hnědý (Xerocomus badius), hřib žlutomasý, neboli babka (Xerocomus chrysenteron) nebo nejedlý hřib žlučník (Tylopilus felleus), mezi houbaři jsou pak ceněné tzv. pravé hřiby: hřib smrkový (Boletus edulis), hřib dubový (Boletus reticulatus), hřib borový (Boletus pinophylus) a další druhy. Mezi hřibovité houby patří také kozáci, křemenáče a klouzky.
Čtyři druhy hřibovitých hub jsou v České republice chráněné: je to hřib Fechtnerův (Boletus fechtneri), hřib královský (Boletus regius), hřib moravský (Xerocomus moravicus) a klouzek žlutavý (Suillus flavidus).

## Rody
Do čeledi hřibovité se řadí 27 rodů hub.
- Hřib
  - Aureoboletus
  - Boletinus
  - Boletus
  - Buchwaldoboletus
  - Chalciporus
  - Porphyrellus
  - Pseudoboletus
  - Tylopilus
  - Xanthoconium

- Suchohřib
  - Xerocomus

- Kozák a křemenáč
  - Leccinum

- Klouzek – v některých systémech je zařazen do vlastní čeledi Suillaceae.
  - Suillus